# Želimlje
Želimlje este o localitate din comuna Škofljica, Slovenia, cu o populație de 358 de locuitori.